# Surry (New Hampshire)
Pour les articles homonymes, voir Surry.
Surry est une municipalité américaine située dans le comté de Cheshire au New Hampshire. Selon le recensement de 2010, sa population est de 732 habitants.

## Géographie
La municipalité s'étend sur 15,95 milles carrés (41,31 km2), dont 0,32 milles carrés (0,83 km2) d'étendues d'eau.

## Histoire
La municipalité est créée en 1769 à partir des villes voisines de Gilsum et Westmoreland. Elle est nommée en l'honneur de Charles Howard, comte de Surrey et duc de Norfolk.